# Port Rexton
Port Rexton is een gemeente (town) in de Canadese provincie Newfoundland en Labrador.

## Geschiedenis
In 1969 werd het dorp een gemeente met de status van local government community (LGC). In 1980 werden LGC's op basis van The Municipalities Act als bestuursvorm afgeschaft. De gemeente werd daarop automatisch een community om een aantal jaren later uiteindelijk een town te worden.

## Geografie
Port Rexton ligt in het oosten van het schiereiland Bonavista, aan de oostkust van het eiland Newfoundland. De gemeente maakt deel uit van Trinity Bight, een groep van dertien dicht bij elkaar gelegen dorpen en gehuchten aan de noordwestelijke oever van Trinity Bay. Een van die gehuchten is Champney's Arm, dat op het grondgebied van Port Rexton ligt. De gemeente grenst in het westen aan het dorp Trinity East.

## Demografie
Sinds de jaren 1990 kende Port Rexton, net zoals de meeste kleine dorpen op Newfoundland, een demografische daling. In de periode 2011–2021 vond er echter een geleidelijk demografisch herstel plaats. De bevolkingsomvang lag in 2021 weliswaar nog steeds 27,1% lager in vergelijking met dertig jaar eerder.
| Jaar | Aantal inwoners | Verschil |
| ---- | --------------- | -------- |
| 1991 | 495             | –        |
| 1996 | 439             | -11,3%   |
| 2001 | 432             | -1,6%    |
| 2006 | 351             | -18,8%   |
| 2011 | 338             | -3,7%    |
| 2016 | 340             | +0,6%    |
| 2021 | 361             | +6,2%    |